# Dörre Tivadar (festő, 1883–1948)
Dörre Tivadar Nándor (Budapest, 1883. április 21. – Celldömölk, 1948. március 21.) festőművész, főreáliskolai rajztanár.

## Életútja
Id. Dörre Tivadar festő és Kimnach Klotild fiaként született. A Budapesti VI. Kerületi Állami Főreáliskolában érettségizett (1901), majd 1901 és 1905 között a Magyar Képzőművészeti Főiskolán tanult. Ugyanakkor 1901-ben tanári oklevelet is szerzett, melynek alapján, önkéntesi szolgálata után 1906-ban a rajztanári pályára lépett előbb Budapesten, 1907-ben pedig Kaposváron kezdett működni. 1909-ben rendes tanárrá nevezték ki, akkor az Országos Magyar Képzőművészeti Társulat kaposvári fiókbizottságának titkárává lett. Mint festőművész jó névre tett szert. Számos elismerésben és kitüntetésben részesült. 1936. július 7-én Budapesten, a Terézvárosban feleségül vette a nála kilenc évvel fiatalabb Veres (Gulyás) Klárát. 1938-ban vonult nyugalomba. A hazafias és kulturális megmozdulások lelkes támogatja volt.
1948. március 23-án helyezték nyugalomra a celldömölki római katolikus temetőben.